# Tugusumberjo
Tugusumberjo is een bestuurslaag in het regentschap Jombang van de provincie Oost-Java, Indonesië. Tugusumberjo telt 5948 inwoners (volkstelling 2010).